# Верховный Совет Карельской АССР
Верховный Совет Каре́льской Автономной ССР (фин. Karjalan ASNT Korkein Neuvosto) — высший орган государственной власти Карельской АССР, Карельской ССР и Республики Карелия, действовавший с июня 1938 года по июль 1940 года, а затем с августа 1956 года по апрель 1994 года. Избирался на основе всеобщего, равного и прямого избирательного права при тайном голосовании.

## История
Чрезвычайный XI Всекарельский съезд Советов (15—17 июня 1937 года) принял Конституцию Карельской АССР. Конституция определяла Верховный Совет Карельской АССР высшим законодательным органом, избираемым на 4 года. Конституция установила Совет Народных Комиссаров Карельской АССР высшим исполнительно-распорядительным органом, ответственным перед Верховным Советом Карельской АССР.
III сессия Верховного Совета Карельской АССР (13 апреля 1940 года) приняла Закон о преобразовании Карельской АССР в Карело-Финскую ССР. Выборы в Верховный Совет Карело-Финской ССР состоялись 16 июня 1940 года.
24 апреля 1956 года Верховный Совет Карело-Финской ССР принял Закон о преобразовании Карело-Финской ССР в Карельскую АССР в составе РСФСР. В соответствии с принятым законом, депутаты Верховного Совета Карело-Финской ССР автоматически получили статус депутатов Верховного Совета Карельской АССР. Президиум Верховного Совета Карельской АССР избирался в составе 15 депутатов. Общее число депутатов Верховного Совета (с 1978 года) — 150 человек.
24 мая 1991 года Съезд народных депутатов РСФСР внес поправку в ст. 71 Конституцию РСФСР, преобразовав автономные республики в республики в составе РСФСР и соответственно Карельская АССР получила наименование «Карельская ССР».
13 ноября 1991 года Верховный Совет Карелии принял закон о переименовании республики в Республику Карелия. VI Съезд народных депутатов РФ 21 апреля 1992 года внёс в российскую Конституцию соответствующие изменения, вступившие в силу 16 мая 1992 года.
24 декабря 1993 года была принята новая редакция Конституции Республики Карелия, согласно которой постоянно действующим представительным и единственным законодательным органом власти в Карелии стало Законодательное Собрание Республики Карелия, состоявшее из двух палат: Палаты Республики и Палаты Представителей. Выборы Законодательное Собрание прошли в апреле 1994 года.

### Верховный Совет Карельской АССР I созыва (1938—1940)
Открытие I-й сессии Верховного Совета Карельской АССР I созыва состоялось 26 июля 1938 года.
- Председатель Верховного Совета КАССР: Смирнов Д. П.
- Заместители Председателя Верховного Совета КАССР: Отавин Ф. П., Пронькина Н. А.
- Председатель Президиума Верховного Совета КАССР: Горбачёв М. В.
- Заместители Председателя Президиума Верховного Совета КАССР: Базулев В. Г., Борисова М. Г.
- Секретарь Президиума Верховного Совета КАССР: Вакулькин Т. Ф.
- Члены Президиума Верховного Совета КАССР: Богданов А. Д., Горбачёв И. В., Куприянов Г. Н., Никитина А. И., Петров И. А., Полякова А. Г., Фёдоров И. А., Черепанов И. Н.

### Верховный Совет Карельской АССР (1956—1959)
- Председатель Верховного Совета КАССР: Согияйнен И. И.
- Заместители Председателя Верховного Совета КАССР: Гришкин И. Н., Власова М. Н.
- Председатель Президиума Верховного Совета КАССР: П. С. Прокконен
- Заместители Председателя Президиума Верховного Совета КАССР: Баранов В. А., Карпович К. Г.
- Секретарь Президиума Верховного Совета КАССР: Богданов А. Д.
- Члены Президиума Верховного Совета КАССР: Беляев И. С., Бояринов Г. П., Бурлова В. И., Вторушин Н. П., Ивакин Д. Д., Каюков И. А., Кийскинен А. И., Маркианов В. А., Меньшиков И. П., Рогозин П. Я., Юнтунен С. Х.

### Верховный Совет Карельской АССР V созыва (1959—1963)
- Председатель Верховного Совета КАССР: Пяттоев Г. И.
- Заместители Председателя Верховного Совета КАССР: Петрова И. В., Захаров М. И.
- Председатель Президиума Верховного Совета КАССР: П. С. Прокконен
- Заместители Председателя Президиума Верховного Совета КАССР: Симонова Е. И., Тихонов Н. С.
- Секретарь Президиума Верховного Совета КАССР: Богданов А. Д.
- Члены Президиума Верховного Совета КАССР: Бабушкин Ф. И., Исаков А. А., Кареглазов А. Ф., Ларченко А. Д., Сенькин И. И., Скворцов С. Н., Соколова Т. И., Таску С. М., Тришкин С. И., Чечетова М. Н., Яковлев Я. А.

### Верховный Совет Карельской АССР VI созыва (1959—1963)
- Председатель Верховного Совета КАССР: Манькин И. П.
- Заместители Председателя Верховного Совета КАССР: Амаланин И. М., Антипова Е. С.
- Председатель Президиума Верховного Совета КАССР: П. С. Прокконен
- Заместители Председателя Президиума Верховного Совета КАССР: Грецкая О. А., Гришкин И. Н.
- Секретарь Президиума Верховного Совета КАССР: Богданов А. Д.
- Члены Президиума Верховного Совета КАССР: Боборыкин В. Н., Дружинин Е. А., Кикинова А. М., Ломанова Н. А., Мошков Д. П., Петушкова К. П., Романов Г. И., Селищев В. И., Сенькин И. И., Скворцов С. Н., Туренков Н. И.

### Верховный Совет Карельской АССР VIII созыва (1971—1975)
- Председатель Верховного Совета КАССР: Калинин Н. И.
- Заместители Председателя Верховного Совета КАССР: Викстрем У. К., Лучкина А. В.
- Председатель Президиума Верховного Совета КАССР: П. С. Прокконен
- Заместители Председателя Президиума Верховного Совета КАССР: Маккоева Л. К., Тришкин С. И.
- Секретарь Президиума Верховного Совета КАССР: Миммиев М. С.
- Члены Президиума Верховного Совета КАССР: Ганин Е. Д., Давыдов П. А., Иконникова М. Т., Кошкин Ф. Ф., Кучеров В. Г., Лазунен А. Ф., Обрядина А. П., Моникайнен Н. Г., Свистунова Л. П., Сенькин И. И., Собко В. К.

### Верховный Совет Карельской АССР IX созыва (1975—1980)
- Председатель Верховного Совета КАССР: Кононов М. К.
- Заместители Председателя Верховного Совета КАССР: Квасникова Н. Е., Тимонен А. Н.
- Председатель Президиума Верховного Совета КАССР: Прокконен П. С. (до 1979 года), Манькин И. П. (с 1979 года)
- Заместители Председателя Президиума Верховного Совета КАССР: Ганин Е. Д., Калинин Н. И.
- Секретарь Президиума Верховного Совета КАССР: Миммиев М. С. (до 1979 года), Хотеева В. Ф. (с 1979 года)
- Члены Президиума Верховного Совета КАССР: Богданова К. А., Кошкин Ф. Ф., Лазунен А. Ф., Медведев Г. П., Овчинников И. Г., Пестовников В. И., Прокуев А. И., Сенькин И. И., Соколов В. А., Яковлева В. П.

### Верховный Совет Карельской АССР X созыва (1980—1985)
- Председатель Верховного Совета КАССР: Кононов М. К.
- Заместители Председателя Верховного Совета КАССР: Гиппиев Н. Г., Петрова З. М.
- Председатель Президиума Верховного Совета КАССР: Манькин И. П. (до 1984 года), Сенькин И. И. (с 1984 года)
- Заместители Председателя Президиума Верховного Совета КАССР: Ганин Е. Д., Калинин Н. И. (до 1984 года), Лазунен А. Ф. (с 1984 года)
- Секретарь Президиума Верховного Совета КАССР: Хотеева В. Ф.
- Члены Президиума Верховного Совета КАССР: Гурьева А. М., Закотнова Т. В., Лазунен А. Ф., Махов Е. Н., Моков Е. Н. (с 1984 года), Овчинников А. В., Осипов М. А., Перттунен В. А., Прокуев А. И., Реттиева А. С., Сенькин И. И., Степанов В. С. (с 1984 года), Яковлева В. П.

### Верховный Совет Карельской АССР XI созыва (1985—1990)
- Председатель Верховного Совета КАССР: Емельянов И. Е.
- Заместители Председателя Верховного Совета КАССР: Иванайнен А. А., Ульянова Л. А.
- Председатель Президиума Верховного Совета КАССР: Сенькин И. И. (до декабря 1985 года), Филатов К. Ф. (декабрь 1985 года — декабрь 1989 года), Степанов В. Н. (с декабря 1989 года)
- Заместители Председателя Президиума Верховного Совета КАССР: Ленсу О. А. (до декабря 1985 года), Ахтиев В. Г. (с декабря 1985 года до 1987 года), Петухов В. В. (с 1987 года), Черемовский В. Б.
- Секретарь Президиума Верховного Совета КАССР: Хотеева В. Ф.
- Члены Президиума Верховного Совета КАССР: Белогурова Л. Д., Васюкова А. В., Вересов В. В., Гаврилов Г. А., Дубровский А. О., Келкоева Л. А., Кузнецов Ю. А., Моков Е. М., Осипов М. А., Пляскин Н. П., Степанов В. С.

### Верховный Совет Республики Карелия XII созыва (1990—1994)
- Председатель Верховного Совета РК: Степанов В. Н.
- Первый заместитель Председателя Верховного Совета РК: Александров И. П.
- Заместитель Председателя Верховного Совета РК: Калашник Т. Н.
- Члены Президиума Верховного Совета РК: Александров И. П., Богданов В. В., Воскресенский Э. В., Григорьев В. В., Дубровский В. К., Жуков Н. Н., Казанский Ю. И., Калашник Т. Н., Кармазин А. С., Киннер А. И., Кучко А. А., Моисеев А. А., Павлова Н. Г., Прохорова Н. А., Степанов В. Н., Строгальщикова З. А.